# 19741 Callahan
19741 Callahan è un asteroide della fascia principale. Scoperto nel 2000, presenta un'orbita caratterizzata da un semiasse maggiore pari a 2,2470963 UA e da un'eccentricità di 0,1310425, inclinata di 8,04912° rispetto all'eclittica.